# Barold (Adelsgeschlecht)

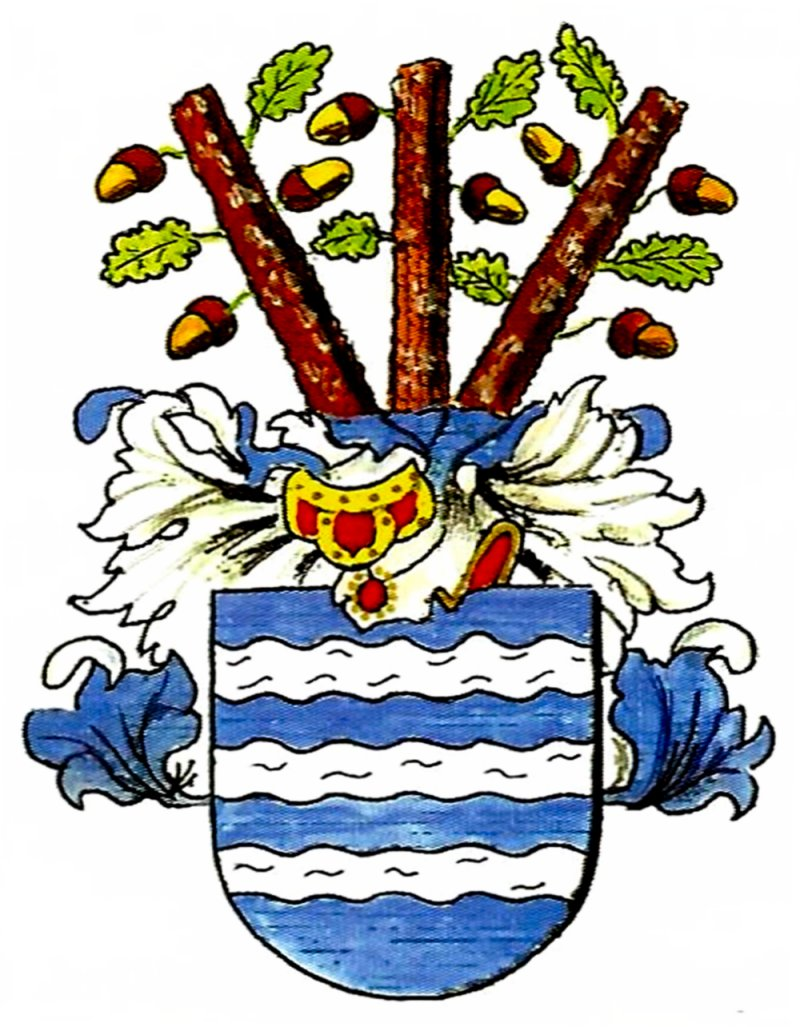
Wappen derer von Barold

Die Familie von Barold, auch Barholdt, gehörte zum eingeborenen Uradel Mecklenburgs. Ihr Hauptsitz war Dobbin am Krakower See, südlich von Güstrow. Das Geschlecht ist erloschen.

## Geschichte
Baroldus und sein mutmaßlicher Schwiegervater kamen im Gefolge Heinrich Borwin II. aus dem Westen. Wahrscheinlich hatte Baroldus in der Schlacht von Waschow am 25. Mai 1201 und in Bornhöved am 22. Juli 1227 mitgefochten. Wenn Baroldus Wende war, so stammte er nicht aus dem Lande Werle und so kann man ihn und sein Geschlecht kaum als eingesessen ansehen dürfen. Dies zeigt sich auch daran, dass er nachweislich über keinen Grundbesitz in seiner Heimat verfügte. Am 3. Juni 1226 stiftete Heinrich Borwin II. kurz vor seinem Tode den Güstrower Dom als Kollegiatstift. Zeuge war damals auch der zum fürstlichen Hofstaat gehörende Baroldus. Am 18. Oktober 1230 finden wir Baroldus als Zeuge für den Schweriner Bischof Brunward. Am 31. Juli 1238 ist Baroldus Zeuge bei der Verleihung der Civil-Gerichtsbarkeit durch Fürst Nikolaus von Rostock am Kloster Dargun.
Nach seinem Sesshaftwerden in Güstrow, spätestens 1237, dauerte es noch zwei Generationen, bis erstmals Grundbesitz auftaucht.
Auf einer Halbinsel im Krakower Obersee befand sich eine geschützte Niederungsburg. Am östlichen Ufer des Krakower See lagen mehrere Burgstellen und auch die fürstliche Burg Dobbin, das neue Lehen derer von Barold. Zwischen 1341 und 1347 wurden die Burgen zerstört. Die von Barold mussten das Land urbar machen, um sich dort einen Rittersitz zu schaffen. Das geschah um 1347.
Die soziale Stellung und die Titel Dominus und Ritter weisen Baroldus als Angehörigen des Adels aus, die Bezeichnung Vasall, dass er kein Lehnsmann, sondern ein höherer Edler war, der ohne Verpflichtung diente. Das die von Barold Zugezogene waren, lässt sich gegenüber eingeborenen Geschlechtern daran erkennen, dass sie sich erst langsam im Lande ausbreiteten.
Rudolf von Barold der Ältere wurde 1347 urkundlich als Rudolphus Barold, Senior, morans in Dobbin erwähnt. Derselbe von Barold war Vogt zu Güstrow und genoss als Lehnsmann eine Vertrauensstellung bei den Söhnen Borwins. Die von Barolds saßen um 1350 schon auf Dobbin.
Rudolfus Söhne Rolof und Conrad werden ab 1350 als Knappen auf Rothspalk genannt, standen ab 1369 im Sold der Stadt Rostock. Conrad war mit einer von Müggesfeld, der Erbin auf Rothspalk, verheiratet. Die Müggesfeld waren ein altes Adelsgeschlecht, die von Lauenburg und Holstein nach Mecklenburg kamen, als Lehnsmannen 1303 auf Klaber saßen und 1515 erloschen. Heinrich war mit einer von Suckow, die späteren Erben von Thürkow, verheiratet.
Beim Verkauf des Dorfes Glave am 1. November 1456 an Propst Nikolaus Behringer und Priorin Ermegard von Oldenburg vom Konvent des Klosters Dobbertin wurde neben Deneke von Weltzien und Otto von Passow auch Rudolf von Barold, Ratsherr zu Güstrow, als Zeuge genannt. 1481 saßen die Brüder Roloff und Henning Barold auf Dobbin. Roloff von Barold wurde 1475 als Zeuge beim Verkauf von zehn Hufen in der Feldmark des wüsten Dorfes Lähnwitz an den Propst Helmhold von Flotow und den Dobbertiner Konvent aufgeführt.
Die von Barold besaßen um Dobbin 2.500 Hektar Land, davon waren etwa 400 Hektar Wald.
Die von Barold bildeten drei Häuser:
- Dobbin (1340–1746)
- Dudinghausen (1450–1630)
- Zehlendorf (1458–1650) und Moisall (1458–1551), das von den nachgeborenen Söhnen der Häuser Dobbin und Zehlendorf bewohnt wurde.

Anteile von Dudinghausen kamen durch die Ehe einer dortigen von Linstow mit Rolof den Jüngeren von Barold auf Dobbin, Appelhagen, Thürkow und Rothspalk nach 1422 in deren Besitz. Die Gründer von Dudinghausen, die Ritter von Duding, waren im Mannesstamm erloschen. Die Witwe der Dudings hatte dort nur noch die beschränkte Fischereigerechtigkeit. Jacob von Barold auf Dudinghausen verkaufte 1551 Moisall für 2.400 Gulden an Achim von Passow auf Zidderich und ging dann in den Hofdienst zum Herzog Ulrich III. nach Güstrow. Moisall war einer der merkwürdigsten Rittersitze in Mecklenburg. Hier haben fast alle alten Adelsgeschlechter des Landes mal für kurze Zeit gesessen. Kein Rittersitz hat sooft die Besitzerfamilie gewechselt wie Moisall. Auch die Bindungen derer von Barold zur Kirche schienen nicht allzu intensiv gewesen zu sein. Ein Heine von Barold stiftete 1506 der Kirche zu Moisall eine Glocke.
Für die von Barold auf Moisall stellte Rühn das Hauskloster dar, während es für Dobbin das Kloster Dobbertin war.
Einige von Barold zog es zum Militärdienst ins Königreich Dänemark. 1577 war Rudolf Gast auf Schloss Frederiksborg bei König Friedrich II. von Dänemark. Caspar. Als vorletzter männlicher von Barold aus dem Hause Dudinghausen lieh er sich von der Königin Witwe Sophie von Dänemark 6000 Thaler. Danach verkaufte er mit seinen Brüdern am 31. Mai 1630 Dudinghausen für 17.000 Thaler an Ernst Christoph und Joachim Heinrich von Finecke. Detlof von Barold auf Zehlendorf erwarb durch die Heirat der Erbtochter Catarina von Linstow 1626 das Gut Glave und wirkte 1627 an der Verpfändung von Dobbin mit.
Den Dobbiner Gutshof, den Johann von Walsleben ab 1627 von Roloff von Barold als Pfand besaß, brannte 1647 ab. Erst 1701 setzte unter dem Herzoglich Lüneburger Leutnant Jürgen Ernst von Barold der Wiederaufbau ein, als er Anteile von Dobbin einlöste.
Ab 1730 baute dann der Königlich dänische Major Christoph August von Barold das neue Herrenhaus und schuf ab 1732 die neue Gutsanlage in Dobbin. Zur Finanzierung verkaufte er 1732 Schönberg, schuf das Vorwerk Zietlitz und eine Glashütte. 1746 wurde Dobbin allodifiziert und als sein Universalerbe wurde der Königlich dänische Generalmajor Hans Adolf von Lepel auf Radegast.
Nach dem Tode des königlich dänischen Majors Christoph August von Barold am 28. August 1746 in Dobbin erlosch der Stamm.

### Besitzungen
- Dobbin 1291, 1340–1746[22]
- Glave vor 1627–1660
- Bohlendorf bei Gnoien vor 1288–1389
- Zehlendorf bei Güstrow 1291, 1458–1730
- Moisall bei Bützow 1458–1551[23]
- Rothspalk südlich Teterow 1350–1471[24]
- Dudinghausen bei Laage etwa 1450–1630
- Thürkow bei Teterow vor 1415–1481[25][26]
- Appelhagen bei Teterow vor 1415–1481
- Schönberg bei Frauenmark vor 1661–1732[27]

Für die Besitznahme von Dudinghausen und Zehlendorf durch die Barolds fehlen urkundliche Belege.

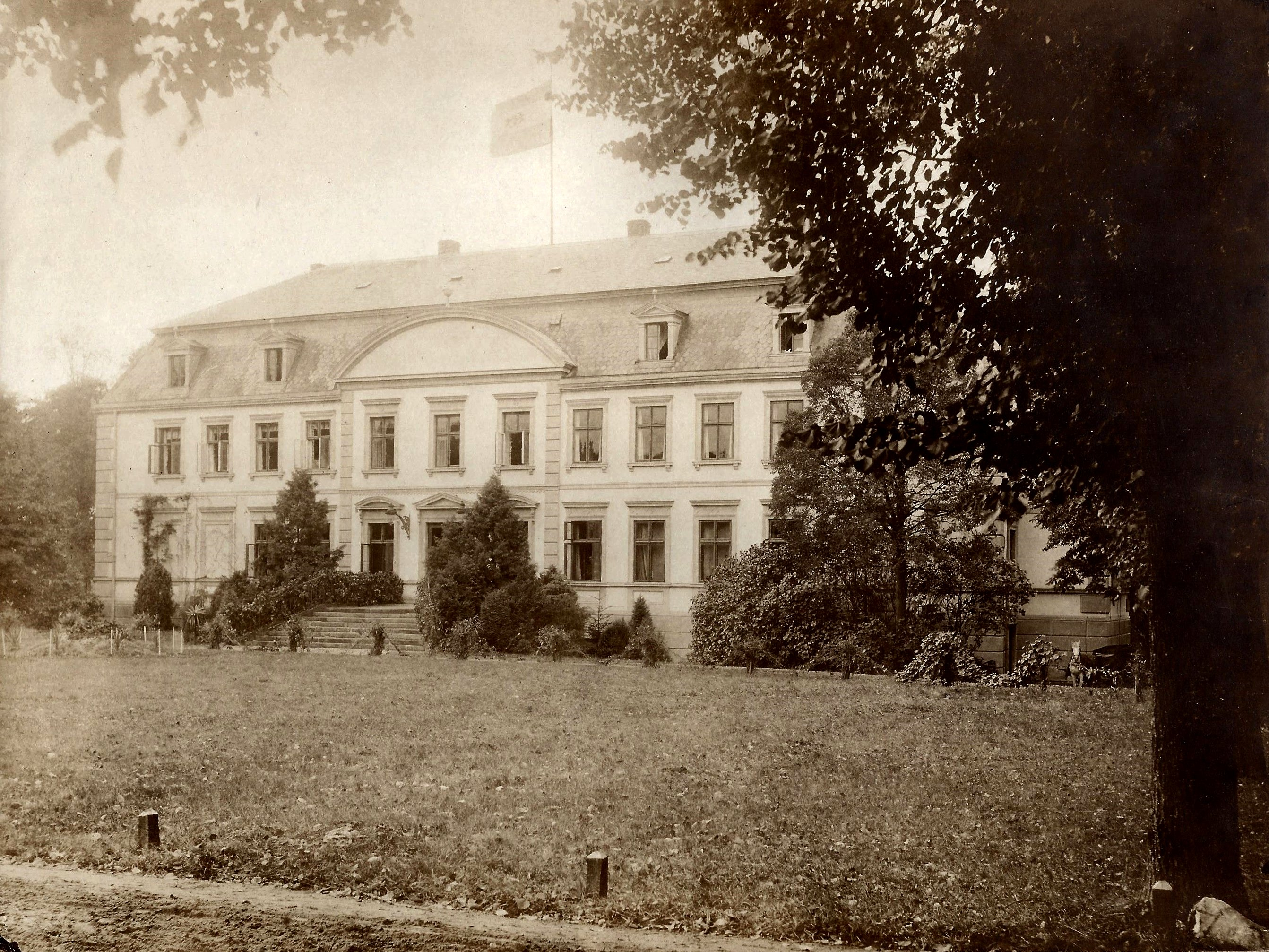
Schloss Dobbin vor 1914
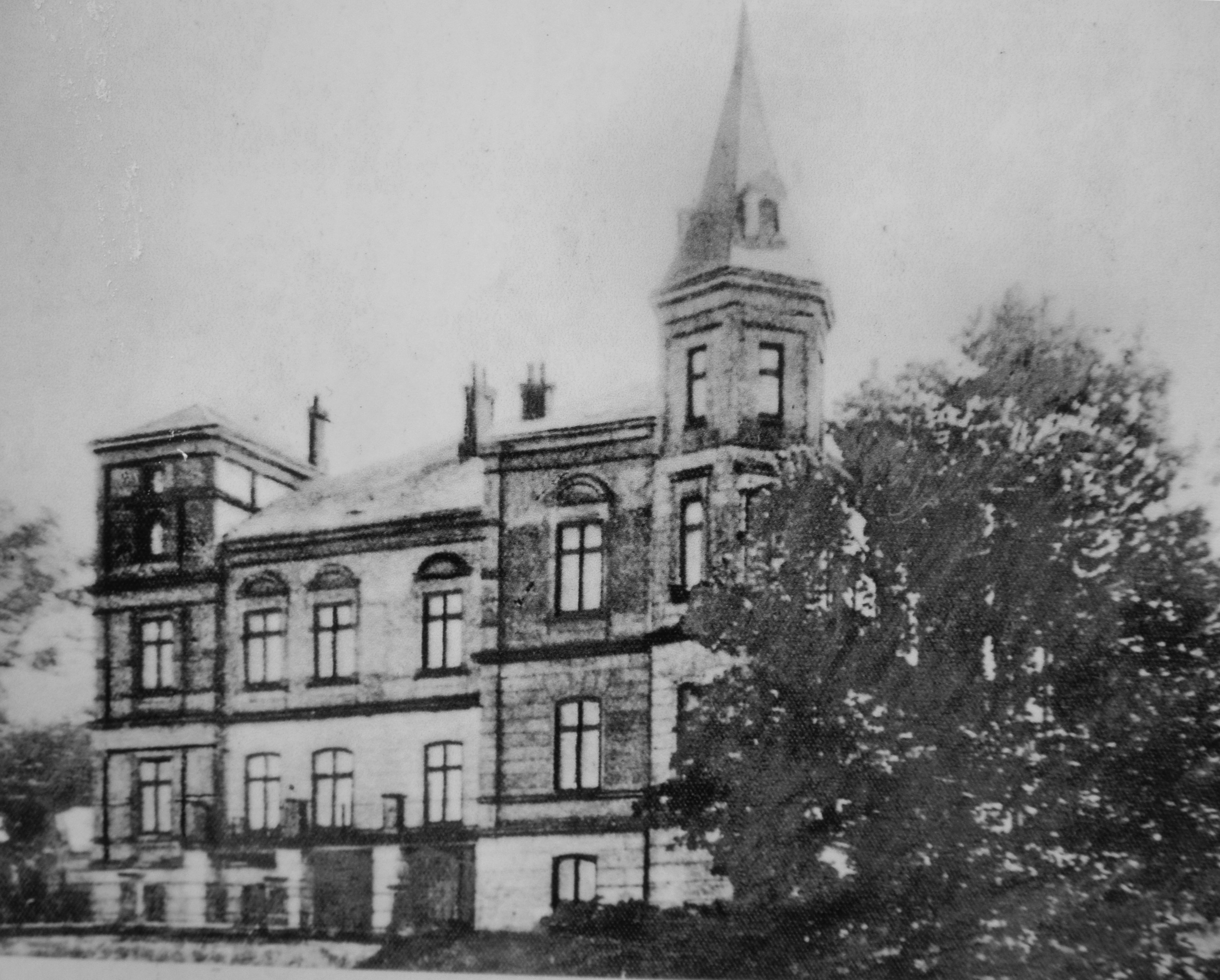
Schloss Glave 1945 zerstört
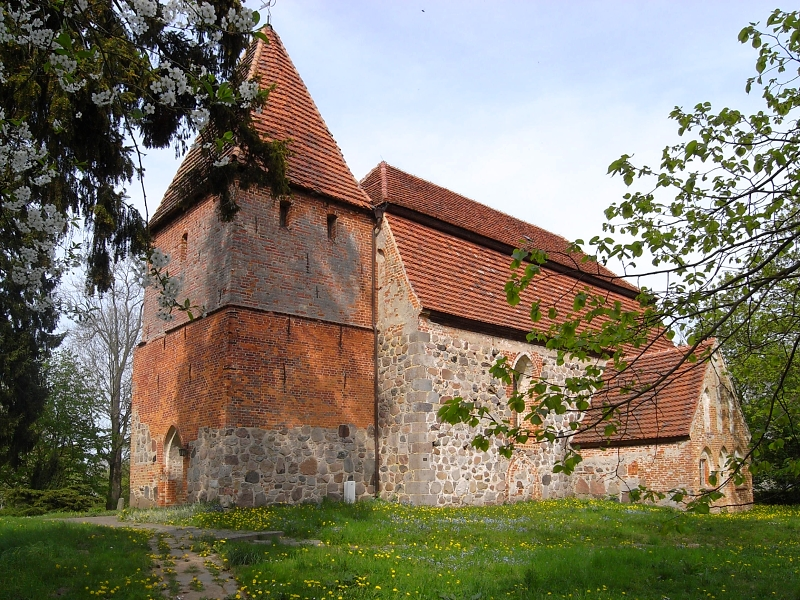
Dorfkirche in Moisall (2009)
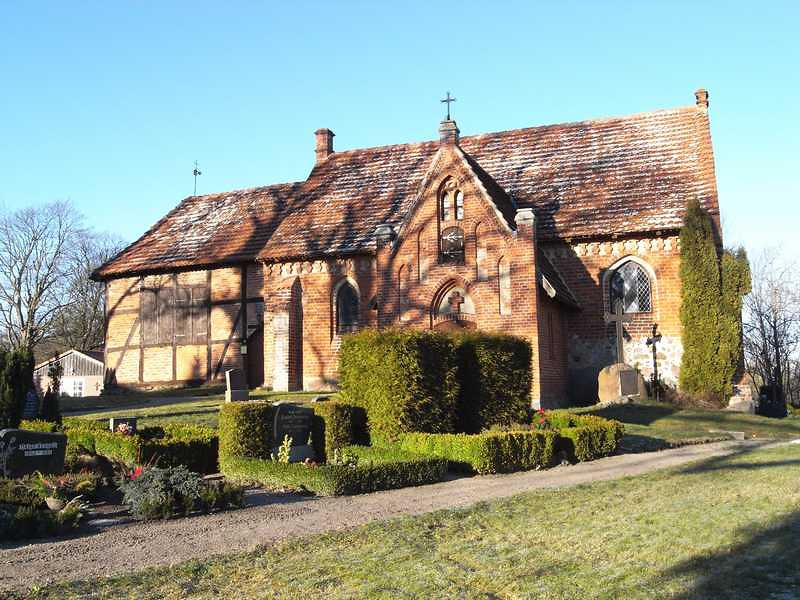
Dorfkirche in Thürkow (2009)

## Wappen
Das Wappen zeigt in Blau drei gewellte silberne Ströme als Querbalken. Die Helmzier hat drei fächerartige gestellte Eichenäste mit Blättern und Eicheln in natürlicher Farbe. Die Helmdecken sind blau und silber.
Auf einem Siegel von 1347 bilden zwei Pfauenwedel die Helmzier.

## Namensträger
- Baroldus (1226–1238), Dominus, 1227–1229 Vormundschaftsrath, 1237 Ritter, Burgmann, Vogt zu Güstrow, 1238 Advocatus.[30]
  - Johannes Barold (1238–1274), Sohn des Baroldus, Dominus, 1248 Ritter, 1261 Advocatus, 1265 Vogt zu Güstrow, Richter.[31]
- Rudolfus d. Ä. (1340–1368) auf Dobbin, Knappe, Lehnsmann der Fürsten von Werle, Vogt zu Güstrow.
  - Henning (Hans) (1368–1393) auf Dobbin, Knappe, 1393 Bürgermeister von Güstrow. Sohn: Rolof der Jüngere (1415–1435) auf Dobbin, Appelhagen, Thürkow, Rothspalk und Anteile aus Dudinghausen.[32] Verh. vor 1422 mit NN v. Linstow, T.d. Werner v. L.-Lüttensprenz u. Trude v. Kardorff. Sohn: Hinrich auf Dobbin, Dudinghausen  (+ vor 1481), 1466 - 1472, in Fehde mit Rostock. Heir. vor 1454 mit NN v. Vieregge, T.d. Johann v. V.-Wokrent. 4 Kinder und (?) Anna ~ Schlorff, Rostock. (Älteste) Sohn: Götsche (Godeke/Jürgen) (* um 1454, 1506) auf Dudinghausen. Heir. vor 1478 Margarete v. Bützow, T.d. Nicolaus v. B., 1471 a. Poppendorf, u.  Anna v. Negendank. Sohn: Hinrich (* um 1479/1480) (+ vor 1555) a. Dudinghausen. Heir. um 1497 Elisabeth v. Stoislaff, T.d. Adam v. S.-Pankelow (Mutter: Anna v. Barold) u. Dorotea v. Preen-Lupzin. Sohn: Jacob (1497–1555), 1521 Lehn zu Bützow, 1551 Verkauf von Moisall, 1555 auf Dudinghausen und im Hofdienst bei Herzog Ulrich III. in Güstrow. (Bruder [?] Rudolf, 1577, „zu Gast auf Schloss Frydensborg bei König Friedrich II. von Dänemark (1559 - 1598).“ [Weltzien, Band 3, 1992, S. 27, Blatt 4.]) Heir. 1. Rugen vor 1529 Anna von der Lancken.  (4 Söhne.)  Heir. 2. Catarina v. Weltzin-Weisin. (Jüngste) Sohn: Caspar (1603–1646), auf Dudinghausen, 1621 Dobbin, 1630 Verkauf von Dudinghausen. Heir. 1603 Margarete v. Drieberg, T.d. Christoph v. D. u. Sofie v. Fineck(e). Sohn: Caspar ULTIMUS LINEA (* um 1605, 1646, + vor 1651), Pfandherr a. Emekenhagen. Heir. 1646 Maria Elisabeth v. Vogelsang (Mutter: Magdalena Lucia v. Vieregge).
- Rolof (Rolf) (1461–1481) auf Dobbin, Ratsherr zu Güstrow, macht 1467 dem Dom eine Stiftung, in der Rostocker Fehde von den Rostockern gefangen, 1481 Verkauf von Appelhagen und Thürkow.[33]
- Detlof (1545–1552) auf Dobbin und Zehlendorf, sollte 1545 Ritterpferde gegen die Türken stellen, musste 1552 der Kirche zu Kritzkow Zinsen zahlen, Grenzstreitigkeiten am Schloss Rossewitz.
- Hans (1529–1590) auf Dobbin, Zehlendorf und Moisall, Epitaph um 1595 in der Kirche zu Dobbin, wonach die Ahnentafel erarbeitet wurde.[34]
  - Roloff (1581–1627) auf Zehlendorf, Dobbin, leiht sich 1603 Geld von der Kirche zu Cammin, verpfändete 1627 Dobbin an Johann von Walsleben.
- Cord v. Barold (1612–1665) auf Nossentin. Verm. um 1641 Margareta v. Oldenburg, Tochter d. Cuno Hans v. O. und Elisabeth v. Oldenburg.[35]
- Christoph August (1693–1746) 1731 auf Dobbin, Zietlitz, Hütten und Glashütte, 1732 Schönberg verkauft, stiftete 1728 der Kirche zu Dobbin neue Glocke, Königlich dänischer Major, ULTIMUS GENTIS

### Gedruckte Quellen
- Mecklenburgisches Urkundenbuch (MUB)
- Mecklenburgische Jahrbücher (MJB)

### Ungedruckte Quellen
Landeshauptarchiv Schwerin (LHAS)
- LHAS Genealogische Sammlung, Johann Heinrich von Hoinkhusen 1726–1746, von Barold.
- LHAS 1.5-4/3 Urkunden Kloster Dobbertin. Regesten.
- LHAS 9.1-1 Reichskammergericht Prozeßakten (1495–1806)